# Carinthia
Carinthia je eden izmed pomembnejših časopisov na območju Koroške. Izhajati je pričel leta 1811 v Celovcu in še vedno izhaja. Največ pozornosti je imela pri zgodovinarjih, je pa pokrivala tudi ostala znanstvena področja. Sprva je izhajala kot del Klagenfurter Zeitunga, po letu 1854 pa za devet let v obiliki samostojnega tednika. Kasneje se preoblikuje v mesečnik. Leta 1890/91 se je časopis razdeli na Carinthio I (poudarek na zgodovini) in Carinthio II (poudarek na naravoslovju).
Za Slovence je pomembno, da je bila naklonjena do ideje, da ima vsakdo pravico do izražanja v svojem jeziku. Posledično so v njej svoje prispevke objavljali tudi slovenski pisci. Verjetno najbolj med vsemi je izstopal Urban Jarnik, ki je med letoma 1811-1815 objavil osem slovenskih pesmi (Na Slovence, Kres, Danica, itd.).